# Tiền ảo
Tiền mã hóa (hoặc tiền số) là một loại tiền kỹ thuật số không được kiểm soát và phát hành bởi Nhà nước, mà thường được kiểm soát và phát hành bởi các nhà phát triển của nó và được sử dụng và chấp nhận giữa các thành viên của một cộng đồng ảo cụ thể. Vào năm 2014, Cơ quan ngân hàng châu Âu định nghĩa tiền ảo là "một đại diện kỹ thuật số về giá trị không được phát hành bởi ngân hàng trung ương hoặc cơ quan công quyền, cũng không nhất thiết phải gắn với tiền tệ fiat, nhưng được chấp nhận bởi các thể nhân hoặc pháp nhân như một phương tiện thanh toán và có thể được chuyển nhượng, lưu trữ hoặc giao dịch điện tử ”. Ngược lại, một loại tiền kỹ thuật số do ngân hàng trung ương phát hành được định nghĩa là " tiền tệ kỹ thuật số của ngân hàng trung ương ".

## Các định nghĩa
Vào năm 2012, Ngân hàng Trung ương Châu Âu (ECB) đã định nghĩa tiền mã hóa là "một loại tiền kỹ thuật số, không được kiểm soát (bởi Nhà nước) và thường được kiểm soát và phát hành bởi các nhà phát triển của nó, đồng thời được sử dụng và chấp nhận giữa các thành viên của một cộng đồng ảo cụ thể".
Vào năm 2013, Mạng lưới Thực thi Tội phạm Tài chính Hoa Kỳ (FinCEN), một văn phòng của Bộ Tài chính Hoa Kỳ, trái ngược với các quy định của nó xác định tiền tệ là "tiền xu và tiền giấy của Hoa Kỳ hoặc của bất kỳ quốc gia nào khác [i] được chỉ định là hợp pháp đấu thầu và [ii] lưu hành và [iii] thường được sử dụng và chấp nhận như một phương tiện trao đổi tại quốc gia phát hành ", còn được FinCEN gọi là "tiền tệ thực", đã định nghĩa tiền mã hóa là" một phương tiện trao đổi hoạt động giống như một tiền tệ trong một số môi trường, nhưng không có tất cả các thuộc tính của tiền tệ thực ". Đặc biệt, tiền mã hóa không có tư cách đấu thầu hợp pháp ở bất kỳ khu vực tài phán nào.
Vào năm 2014, Cơ quan Ngân hàng Châu Âu định nghĩa tiền mã hóa là "một đại diện kỹ thuật số về giá trị không được phát hành bởi ngân hàng trung ương hoặc cơ quan công quyền, cũng không nhất thiết phải gắn với tiền định danh, nhưng được chấp nhận bởi các thể nhân hoặc pháp nhân như một phương tiện thanh toán và có thể được chuyển nhượng, lưu trữ hoặc giao dịch điện tử ”.
Vào năm 2018, Chỉ thị (EU) 2018/843 của Nghị viện và Hội đồng Châu Âu có hiệu lực. Chỉ thị xác định thuật ngữ "tiền mã hóa" có nghĩa là "một đại diện kỹ thuật số về giá trị không được phát hành hoặc bảo đảm bởi ngân hàng trung ương hoặc cơ quan công quyền, không nhất thiết phải gắn với một loại tiền tệ được thành lập hợp pháp và không có tư cách pháp lý của tiền tệ hoặc tiền, nhưng được các thể nhân hoặc pháp nhân chấp nhận như một phương tiện trao đổi và có thể được chuyển giao, lưu trữ và giao dịch điện tử ".
Tiền ảo có thể bao gồm những vật phẩm và giá trị được tính thành như tiền trong các game,  tiền sử dụng trong game để mua bán vật phẩm, tiền khuyến mãi ở các nền tảng mua sắm... là  được phát hành nội bộ bởi các tổ chức, công ty và họ có toàn quyền kiểm soát số tiền này; loại "tiền" này không được hoặc rất hạn chế đổi ra các loại tiền pháp định và chỉ quy đổi ở trong một cộng đồng hẹp với nhau. Khái niệm chung của tiền ảo là rất khác biệt với tiền mã hóa (và có thể bao gồm cả tiền kỹ thuật số) là tiền điện tử được bảo mật bằng kỹ thuật mã hóa dựa trên công nghệ nền tảng được gọi chung là blockchain.